# Estadio Municipal de Alausí
El estadio Municipal de Alausí fue un estadio multiusos. Está ubicado en la ciudad de Alausí, provincia de Chimborazo. Fue inaugurado el 31 de diciembre de 2006. Fue usado para la práctica del fútbol, tiene capacidad para 5000 espectadores.

## Historia
El estadio ha desempeñado un importante papel en el fútbol local, ya que los clubes de Alausí como el Independiente San Pedro hacen de local en este escenario deportivo, que participan en la Segunda Categoría de Ecuador.
El estadio es sede de distintos eventos deportivos a nivel local, ya que también es usado para los campeonatos escolares de fútbol que se desarrollan en la ciudad en las distintas categorías, también puede ser usado para eventos culturales, artísticos, musicales de la localidad.
El estadio tiene instalaciones modernas con camerinos para árbitros, equipos local y visitante, zona de calentamiento, cabinas de prensa, y muchas más comodidades para los aficionados.
Además el recinto deportivo es sede de:
- Campeonatos Intercolegiales de fútbol.
- Entrenamientos disciplinas fútbol y atletismo

En el estadio se han realizado las fiestas locales del cantón celebrando su cantonización, pero también se han realizado las típicas fiestas de carnaval con la participación activa de todos los pobladores; este escenario deportivo también ha visto jugar a la Selección de fútbol sub-17 de Ecuador como parte de partidos amistosos que sirvieron de preparación para los torneos juveniles.
El 26 de marzo de 2023 en la noche el estadio fue destruido completamente por un deslizamiento de tierra en el cantón Alausí.